# اوترمونکور
اوترمونکور (به فرانسوی: Autremencourt) یک کمون در فرانسه است که در ان (ا-دو-فرانس) واقع شده‌است. اوترمونکور ۹٫۱۵ کیلومتر مربع مساحت دارد ۱۰۲ متر بالاتر از سطح دریا واقع شده‌است.